# Chi McBride
Kenneth "Chi" McBride (Chicago, Illinois; 23 de septiembre de 1961) es un actor estadounidense.

## Vida profesional
Antes de interpretar el papel de Winston en la serie Human Target interpretó a un investigador privado en la serie Pushing Daisies (ABC). McBride ha trabajado en películas como The Frighteners (1996), 60 segundos (2000), Yo, robot (2004) o La terminal (2004) y en series como Dr. House (FOX).
También da la voz a Nick Fury en la serie de televisión animada Ultimate Spider-Man.

## Filmografía

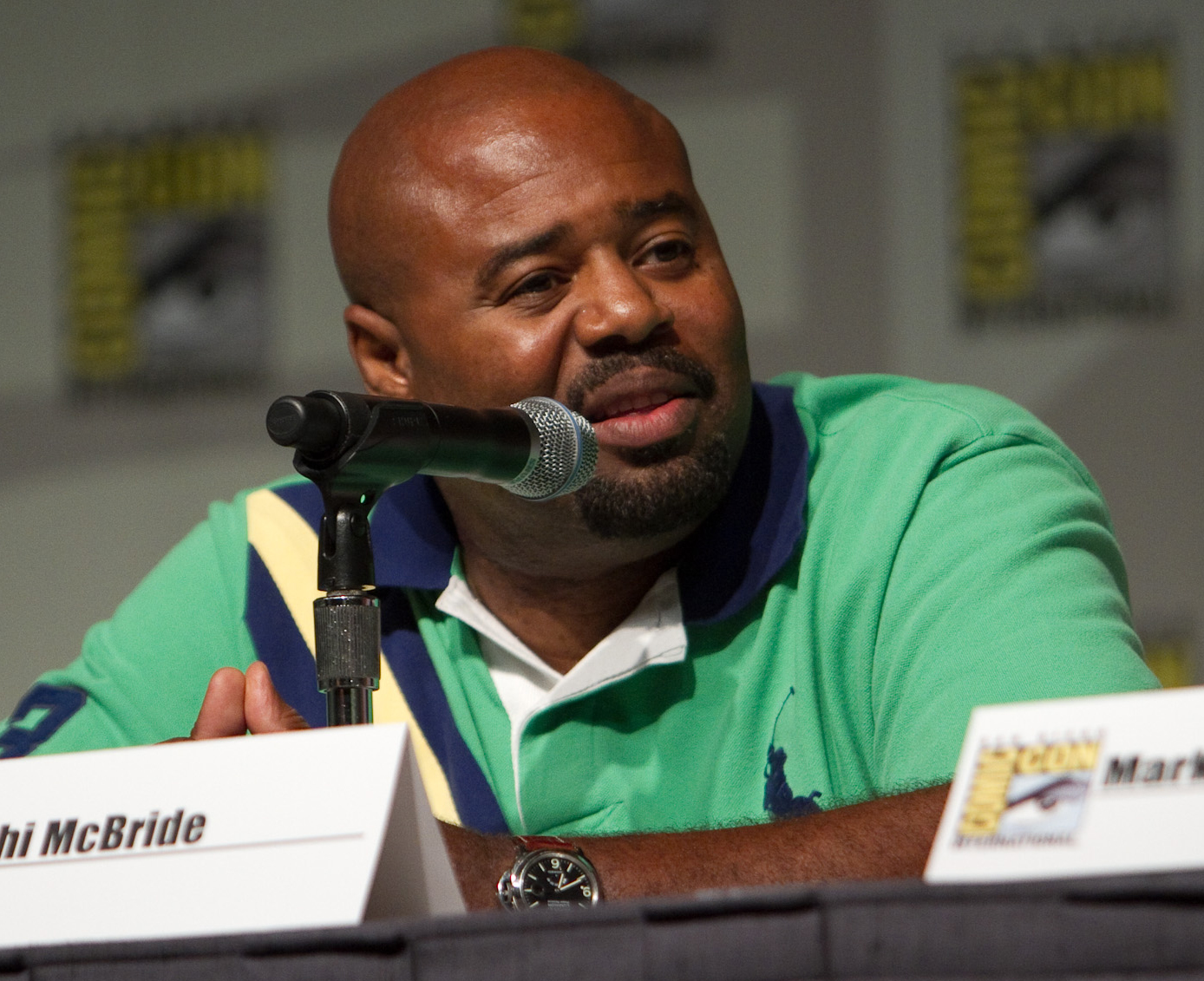
McBride en julio de 2010.

### Cine
| Año  | Título                                        | Personaje                            | Notas                |
| ---- | --------------------------------------------- | ------------------------------------ | -------------------- |
| 1992 | Revenge of the Nerds III: The Next Generation | Malcolm Pennington III               |                      |
| 1992 | The Distinguished Gentleman                   | Homer                                |                      |
| 1993 | What's Love Got to Do with It                 | Fross                                |                      |
| 1996 | The Frighteners                               | Cyrus                                |                      |
| 1997 | Hoodlum                                       | Illinois Gordon                      |                      |
| 1998 | Mercury Rising                                | Agente del FBI Thomas "Bizzi" Jordan |                      |
| 2000 | Magicians                                     | Tom                                  |                      |
| 2000 | Gone in 60 Seconds (60 segundos [Esp])        | Donny Astricky                       |                      |
| 2000 | The Kid                                       | Kenny                                |                      |
| 2002 | Narc                                          | Capitán Cheevers                     |                      |
| 2002 | Undercover Brother                            | El jefe                              |                      |
| 2002 | Paid in Full                                  | Pip                                  |                      |
| 2003 | Cradle 2 the Grave                            | Jump Chambers                        | Sin acreditar        |
| 2003 | Delusion                                      | John                                 | Cortometraje         |
| 2004 | The Terminal                                  | Joe Mulroy                           |                      |
| 2004 | I, Robot                                      | Teniente John Bergin                 |                      |
| 2005 | Roll Bounce                                   | Curtis Smith                         |                      |
| 2005 | Waiting...                                    | Bishop                               |                      |
| 2006 | Annapolis                                     | McNally                              |                      |
| 2006 | Ultimate Avengers 2                           | Elder Chief                          | Voz. Directo-a-vídeo |
| 2006 | Let's Go to Prison                            | Barry                                |                      |
| 2007 | The Brothers Solomon                          | James Coolwell                       |                      |
| 2008 | American Son                                  | Eddie                                |                      |
| 2008 | First Sunday                                  | Pastor Arthur Mitchell               |                      |
| 2008 | Who Do You Love?                              | Willie Dixon                         |                      |
| 2009 | Still Waiting...                              | Bishop                               |                      |
| 2011 | Fruit of Labor                                | Mr. Hoffman                          | Cortometraje         |
| 2011 | The Family Tree                               | Simon Krebs                          |                      |
| 2013 | Pawn Shop Chronicles                          | Johnson                              | Directo-a-vídeo      |
| 2014 | Draft Day                                     | Walt Gordon                          |                      |
| 2015 | Home Sweet Hell                               | Oficial de policía                   | No acreditado        |
| 2017 | Unspoken: Diary of an Assassin                | Actor                                |                      |

### Televisión
| Año           | Título                                     | Dirección                     | Papel                                       |
| ------------- | ------------------------------------------ | ----------------------------- | ------------------------------------------- |
| 1992          | The Fresh Prince of Bel-Air                | Ed Barker                     | Episodio: "Boyz in the Woods"               |
| 1994          | Cosmic Slop                                | T-Bone                        | Segmento: "Tang"                            |
| 1994          | Married... with Children                   | Dexter                        | Episodio: "Nooner or Later"                 |
| 1996          | Nash Bridges                               | Luscious                      | Episodio: "The Great Escape"                |
| 1993–1996     | The John Larroquette Show                  | Heavy Gene                    | Papel principal: 84 episodios               |
| 1998          | The Secret Diary of Desmond Pfeiffer       | Desmond Pfeiffer              | Papel principal: 9 episodios                |
| 1999          | The Parkers                                | Cliff Rogers                  | Episodio: "Betting on Love"                 |
| 2000          | King of the World                          | Drew "Bundini" Brown          | Película para televisión                    |
| 2000          | Dancing in September                       | Guardia de seguridad          | Película para televisión                    |
| 2001          | The Practice                               | Steven Harper                 | Episodio: "The Day After"                   |
| 2001          | Rocket Power                               | Big Tony                      | Episodio: "Reggie's Choice"                 |
| 2000–2004     | Boston Public                              | Steven Harper                 | Papel principal: 81 episodios               |
| 2000–2002     | Max Steel                                  | Jefferson Smith               | Papel principal (voz): 22 episodios         |
| 2005          | Boston Legal                               | Steven Harper                 | Episodio: "Let Sales Ring"                  |
| 2005          | Dr. House                                  | Edward Vogler                 | Papel recurrente: 5 episodios               |
| 2005–2006     | Killer Instinct                            | Teniente Matt Cavanaugh       | Papel principal: 13 episodios               |
| 2006          | Monk                                       | Alcalde Ray Nicholson         | Episodio: "Mr. Monk and the Garbage Strike" |
| 2006–2007     | The Nine                                   | Malcolm Jones                 | Papel principal: 13 episodios               |
| 2007–2009     | Pushing Daisies                            | Emerson Cod                   | Papel principal: 22 episodios               |
| 2010          | Psych                                      | Craig Snowden                 | Episodio: "Ferry Tale"                      |
| 2010–2011     | Human Target                               | Detective Laverne Winston     | Papel principal: 25 episodios               |
| 2011          | God, the Devil and Bob                     | Rol de voz                    | Episodio: "God's Favorite"                  |
| 2011          | How I Met Your Mother                      | Rod                           | Episodio: "Challenge Accepted"              |
| 2011          | Hawthorne                                  | Garland Brice                 | Papel recurrente: 4 episodios               |
| 2011          | Suits                                      | Fiscal Terrence Wolf          | Episode: "Dog Fight"                        |
| 2012–2013     | Ultimate Spider-Man                        | Nick Fury (voz)               | Voz adicional                               |
| 2013          | Golden Boy                                 | Detective Don Owen            | Papel principal                             |
| 2013–presente | Avengers Assemble                          | Nick Fury (voz)               | Voz adicional                               |
| 2013          | Phineas and Ferb: Mission Marvel           | Nick Fury (voz)               | Voz adicional                               |
| 2013          | Lego Marvel Super Heroes: Maximum Overload | Nick Fury/Red Skull (voz)     | Voz adicional                               |
| 2013–2020     | Hawaii Five-0                              | Capitán de la SWAT Lou Grover | Papel principal                             |
| 2014          | Murder Police                              | Randall Hickox (voz)          | Reemplazo a mitad de temporada              |
| 2014-15       | Hulk and the Agents of S.M.A.S.H.          | Nick Fury                     | Voz                                         |
| 2021          | This Is Us                                 | Paul DuBois                   | Episodio: "Birth Mother"                    |
| 2022          | Slippin' Jimmy                             | Padre Karras                  | Episodio: "The Exor-sister"                 |